# Prineha Narang
Prineha Narang (* 27. září 1989)  je americká fyzička a vědkyně zabývající se interdisciplinárními oblastmi na pomezí fyziky, chemie a inženýrství. Zabývá se průnikem výpočetní vědy, teorie kondenzované hmoty, kvantové fotoniky (interdisciplinární a multidisciplinární nauka zabývající se vznikem a využitím fotonů) a kvantové informační vědy.
Je profesorkou fyzikálních věd a vedoucí katedry Howarda Reisse na Kalifornské univerzitě v Los Angeles (University of California, Los Angeles - UCLA). Zastává vedoucí role v různých centrech ministerstva energetiky, ministerstva obrany a Národní vědecké nadace. V současné době také pracuje jako americká vědecká vyslankyně schválená ministrem zahraničí, aby identifikovala příležitosti pro vědeckou a technologickou spolupráci. V roce 2023 získala Guggenheimovo stipendium od nadace Solomon R. Guggenheima.
Její práce je mezinárodně uznávána a dostala za ní řadu ocenění (cena Mildred Dresselhausové, cena IUPAP pro mladé vědce v oblasti výpočetní fyziky v roce 2021, Besselova cena od Nadace Alexandra von Humboldta a cena Max Planck Sabbatical Award od Společnosti Maxe Plancka. V roce 2020 obdržela cenu National Science Foundation CAREER Award, byla jmenována Moore Inventor Fellow od Nadace Gordona a Betty Mooreových, CIFAR Azrieli Global Scholar od Kanadského institutu pro pokročilý výzkum a Top Innovator od MIT Tech Review).

## Mládí a vzdělání

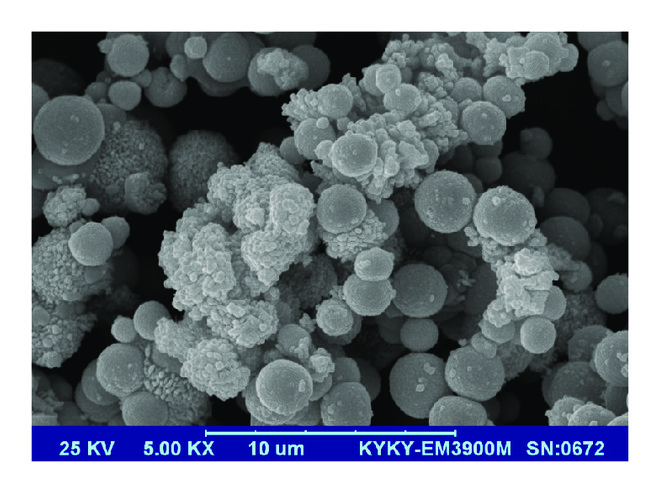
Nanočástice CuO (snímek ze skandovacího elektronového mikroskopu SEM)

Narang získala bakalářský titul v oboru vědy o materiálech na Drexel University ve Filadelphii v Pensylvánii, kde pracovala pod dohledem Yury Gogotsiho na designu nanomateriálů (materiály zkoumané v nanoměřítku - jeden nanometr je 10−9 neboli 1 miliardtina metru). Tituly M.S. a Ph.D. získala v aplikované fyzice na California Institute of Technology (Caltech), kde

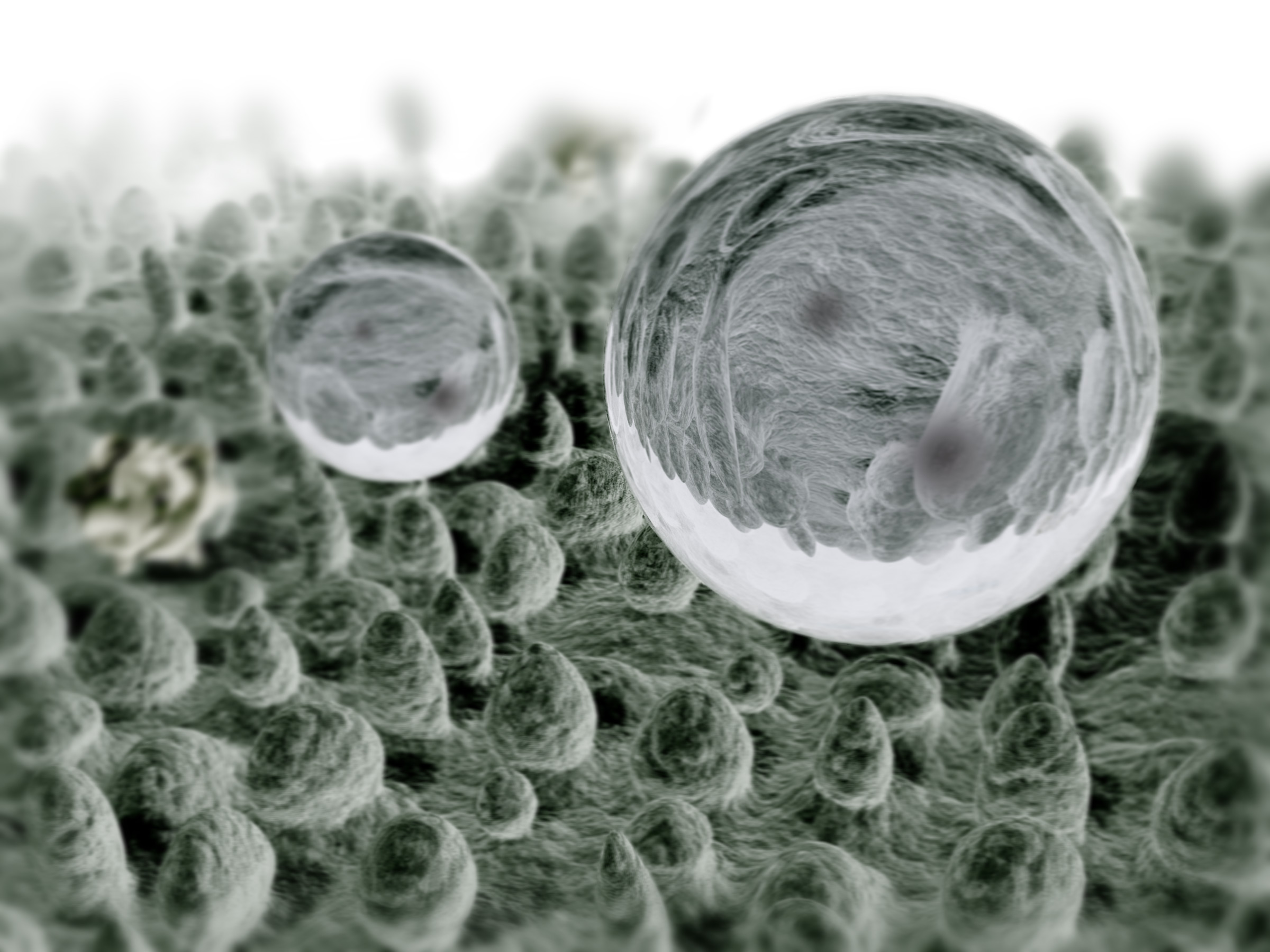
Snímek nanočásticových výstupků na povrchu listu lotosu, které mají hydrofobní efekt (odpuzují vodu)

spolupracovala s Harrym A. Atwaterem (na interakcích světla a hmoty) a Williamem A. Goddardem (na teoretické a výpočetní chemii). Narang se zabývala zejména kvantovou plazmonikou (studium nanoplazmonických struktur, zejména s ohledem na jejich kvantové vlastnosti a jejich využití pro kvantové technologie) a nitridovými materiály pro optoelektronická zařízení. Na Caltechu byla její práce podporovaná Resnick Sustainability Institute a NSF Graduate Research Fellow.

## Výzkum a kariéra
- Narang začala jako Ziff Environmental Fellow na Harvardově univerzitě Center for the Environment. A poté pracovala jako odborná asistentka na John A. Paulson School of Engineering and Applied Sciences na Harvardově univerzitě. Zabývala se tam interakcí kvantových materiálů s elektromagnetickým zářením.
- V roce 2016 nastoupila na Massachusetts Institute of Technology (MIT) a pracovala jako výzkumná pracovnice s Marin Soljacic a Johnem Joannopolous na teorii kondenzovaných látek. Zabývala se vývojem výpočetních modelů pro předpovídání kvantových interakcí a snažila se lépe porozumět excitovanému stavu a nerovnovážným jevům. Zajímala se o design optimalizovaných materiálů z pohledu inženýrství atomu. Tato zjištění pak slouží pro návrh nových materiálů a prostředků.
- V roce 2017 byla Narang jmenována na fakultu Harvard John A. Paulson School of Engineering and Applied Sciences. Zabývala se interakcí světla a hmoty. Navrhla kvantové snímací zařízení, které dokáže detekovat a identifikovat izolované molekuly.

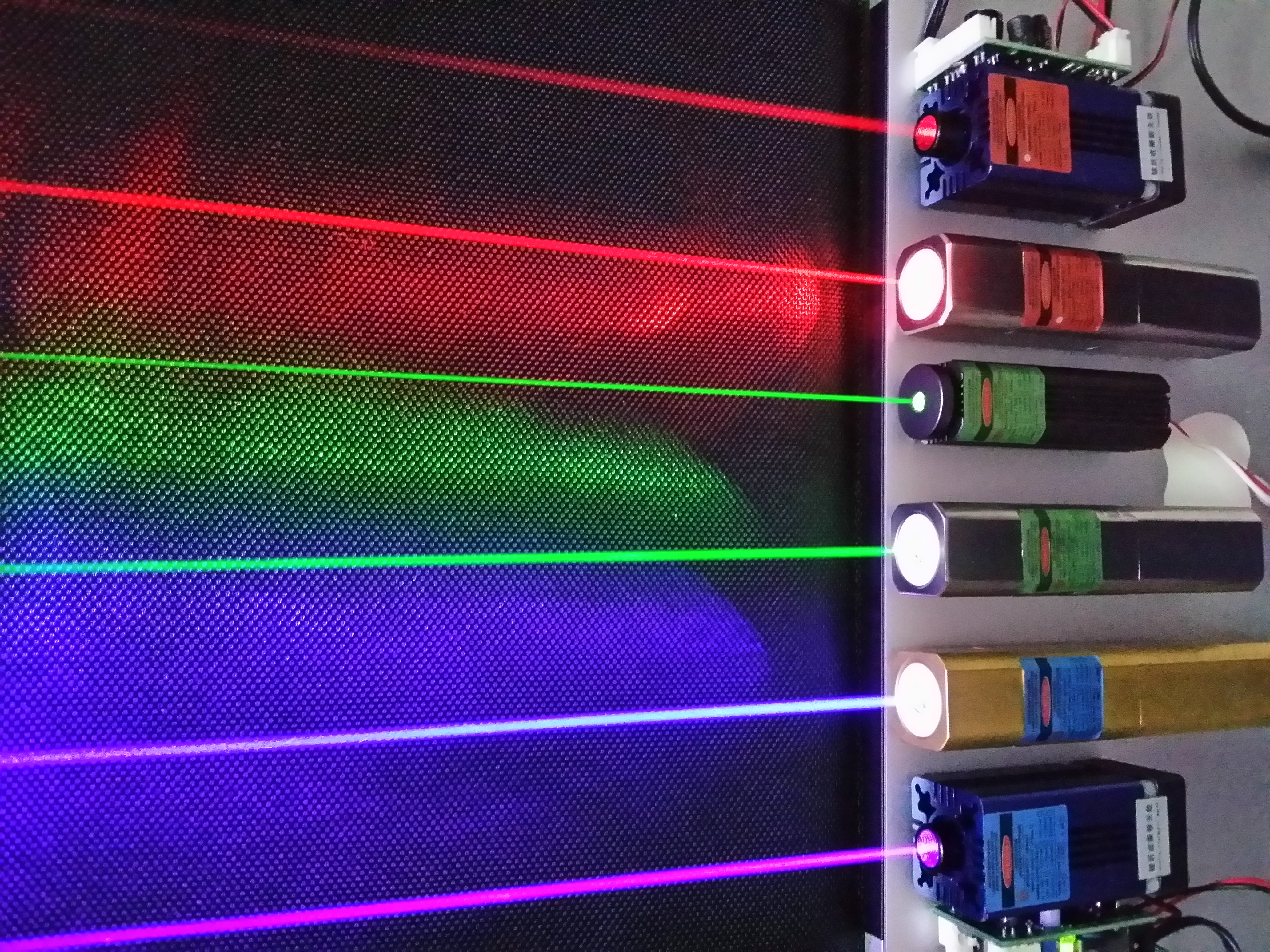
Fotony v podobě laserových paprsků

- Fotony v podobě laserových paprskůJe průkopnicí vývoje ukládání kvantových informací a jejich převodu na fotony předpovídáním barevných center ve 2D a 3D materiálech. Přesné pochopení interakce světla a hmoty by umožnilo ovlivňovat chemické reakce na úrovni atomů a molekul.
- Studuje optické, tepelné a elektronické chování materiálů v nanorozměrech, což by v aplikacích umožnilo zavedení zcela nových technologií.
- Od roku 2022 se její interdisciplinární skupina NarangLab přesunula na UCLA, kde zkoumají témata na pomezí výpočetní vědy, teorie kondenzované hmoty, kvantové fotoniky (obor na rozhraní fyzikálních a technických věd, který se zabývá vlastnostmi a metodami využití fotonů) a kvantové informační vědy. Její práce staví na desetiletích pokroku v nanovědě, která přiblížila schopnost vytvářet materiály na základě atomů.
- Je zakladatelkou a technologickou ředitelkou společnosti Aliro, která se zabývá kvantovou síťovou platformou. Společnost vyvinula Q.compute (platforma pro identifikaci správného kvantového výpočetního systému pro danou aplikaci) a Q.network (platforma pro navrhování efektivních kvantových sítí).
- V roce 2021 pomáhala organizovat workshop Národní akademie věd, inženýrství a medicíny (NASEM) na téma: "Koncepty kvantových věd v posílení technologií snímání a zobrazování: Aplikace pro biologii – workshop".
- Vedle svého výzkumu vyvinula vysokoškolský program v kvantovém inženýrství.

## Ocenění a vyznamenání
- 2017 – Forbes 30 pod 30 (seznamů nadějných lidí mladších 30 let, který každoročně vydává časopis Forbes)
- 2018 – účastník Světového ekonomického fóra Young Global Leaders
- 2018 – MIT Technology Review TR35 Innovator
- 2018 – CIFAR Azrieli Global Scholar
- 2018 – cena Nadace Gordona a Betty Mooreových Moore Inventor Fellow
- 2020 – cena National Science Foundation CAREER Award
- 2021 – cena IUPAP Young Scientist Prize in Computational Physics
- 2021 – cena Max Planck Sabbatical Award od Max Planck Society
- 2021 – cena Friedricha Wilhelma Bessela za výzkum (Besselova cena) od Nadace Alexandra von Humboldta
- 2021 – cena Mildred Dresselhausové za "mimořádný přínos v oblasti kvantové vědy a technologie".
- 2022 – cena Outstanding Early Career Investigator Award od Materials Research Society. Narang byla vybrána "pro kritické pokroky v chápání fyziky materiálů, optických věd a topologie pro predikci a návrh kvantových materiálů".
- 2023 – cena Maria Goeppert Mayer od Americké fyzikální společnosti "za průkopnický vývoj přístupů ab initio výpočetní fyziky k párování světla a hmoty a nerovnovážné dynamice a jejich aplikaci na porozumění, predikci a návrh kvantových materiálů."
- 2023 – získala Guggenheimovo stipendium od John Simon Guggenheim Memorial Foundation in Physics.